# Sigotièr
Sigotier (en francès Sigottier) és un municipi francès situat al departament dels Alts Alps i a la regió de Provença – Alps – Costa Blava.

## Demografia
| 1800                                       | 1962 | 1968 | 1975 | 1982 | 1990 | 1999 | 2006 | 2015 |
| ------------------------------------------ | ---- | ---- | ---- | ---- | ---- | ---- | ---- | ---- |
| 364                                        | 81   | 81   | 66   | 57   | 69   | 74   | 67   | 87   |
| Des de 1962: població sense dobles comptes |      |      |      |      |      |      |      |      |

## Administració
| Període   | Identitat              | Partit |
| --------- | ---------------------- | ------ |
| 2001-2008 | Marie-Christine Renaud |        |
| 2008-2014 | Jean-Marie Blanchard   |        |
| 2014-2020 | Michèle Reynaud        |        |
| 2020-     | Jean Depeyre           |        |